# Põllküla, Klooga och Paldiski flyktingläger
Põllküla, Klooga och Paldiski flyktingläger i Estland var under åren 1942-1944 ett samverkande karantän- och uppsamlingsläger för krigsflyktingar från Sovjetunionen, framförallt Leningradsområdet, till vilka flyktingar evakuerades från de tyskockuperade områdena av tyska krigsmakten. Flyktingarna var huvudsakligen ingermanlandsfinnar, men även andra grupper, som ingrer, voter, ester, letter, litauer och polacker inkvarterades tillfälligt för senare överföring till Finland, Tyskland eller Estland. Via lägren i Klooga, Põllküla och Paldiski evakuerades under åren 1942-1944 över 63.000 människor till Finland. 
De första flyktingarna inhystes i tomma lagerbyggnader med väggar av kalksten i Põllküla och utkanten av Paldiski. Senare användes även tält, som rymde mellan 100 och 200 människor. Några av kasernerna hade uppförts 1940 av estniska straffbataljoner för Röda armens räkning, strax innan sovjetstyrkornas tillbakadragande. Byggnaderna var ännu halvfärdiga. Det saknades dörrar och fönster, på en del håll till och med golv. I Paldiski inkvarterades ingermanländarna i lätta baracker med 100-200 människor i varje barack. Barackerna saknade golv och liggplatser, dock fanns kaminer, men dessa var för små, väggarna var delvis fuktiga och dragiga, utrymmenas belysning otillräcklig. I Klooga fanns tre tvåvåningskaserner i tegel, som byggts under den sovjetiska ockupationen 1940-1941, ett antal förrådsbyggnader och ekonomibyggnader, samt några tvåvåningshus av trä för inkvartering av personalen. Människorna sov på stengolven, då det helt saknades möbler i kasernerna.
Flyktingarna var redan vid ankomsten till lägren svaga, och klarade inte av att återhämta sig under de rådande usla förhållandena. I Klooga vårdades flyktingarna även av lottorna från organisationen Lotta Svärd.  De flesta av dessa var ingermanländare. I lägret fanns endast ett fåtal estniska sjukskötare. Övriga medhjälpare kom från flyktingarnas egna led. På grund av de höga dödstalen började man begrava de avlidna i massgravar. I uppsamlingslägren tjänstgjorde tre präster och barnen gick till och med i skolan. Sommaren 1942 utbröt fläcktyfus i lägren, varför ett två månader långt uppehåll gjordes i mottagningen av nya flyktingar.
Människorna hölls i lägren i tre månader, i enskilda fall även längre, men det förekommer berättelser om hur människor blev kvar i lägren i sex månader eller ännu längre.
Under den intensivaste tiden, hösten 1943, anlände till lägren mer än 10 tåg med 300-1.200 flyktingar per dygn. Förhållandena blev särskilt besvärliga när ryssarna hade sänkt ett av fartygen varvid man inte vågade fortsätta med överföringen till Finland i samma takt. Avbrottet i överföringen medförde att livsmedelsförråden fort tömdes. Därefter medförde den stränga vintern tidvis ishinder. Lägren överbefolkades med 15.000-17.000 flyktingar samtidigt mångdubbelt överskriden mot dess kapacitet.
Förplägnaden i lägren ombesörjdes av krigsmakten. Dock var förhållandena märkbart bättre än de hade varit i Ingermanland och synbarligen dog ingen längre av hunger, även om det tidvis uppstod livsmedelsbrist. I omgivningens gårdar arbetade ingermanländare, mot betalning i matvaror, som med lägerledningens tillstånd, eller otillåtet, lyckades lämna lägret. Sammanlagt fördes uppemot 3.000 människor till arbete på gårdar på andra håll i Estland – Harjumaa, Pärnumaa och Viljandimaa. Detta kunde rädda hundratals människors liv även i uppsamlingslägren, då de som hade arbete på gårdar kunde bidra till uppehället för sina i lägren kvarvarande familjemedlemmar. En del av de som värvats till arbete på gårdar följde inte med till Finland, utan stannade kvar i Estland.
I lägren dog på grund av sjukdomar och usla levnadsförhållanden sammanlagt uppskattningsvis några tusen människor. Dessa är begravda i massgravar i Põllküla, Kersalu och på Paldiski ortodoxa kyrkogård. 
Ett minnesmärke hann resas i Põllküla redan under kriget, men det förstördes i början av den sovjetiska ockupationen 1944, när området hamnade i den avspärrade zonen runt Paldiski. 
Till minne över de i lägren bortgångna samt evakueringsoperationens ledare Pentti Kaitera, har minnesmärken uppförts på Põllküla gravplats.